# Mansenberge

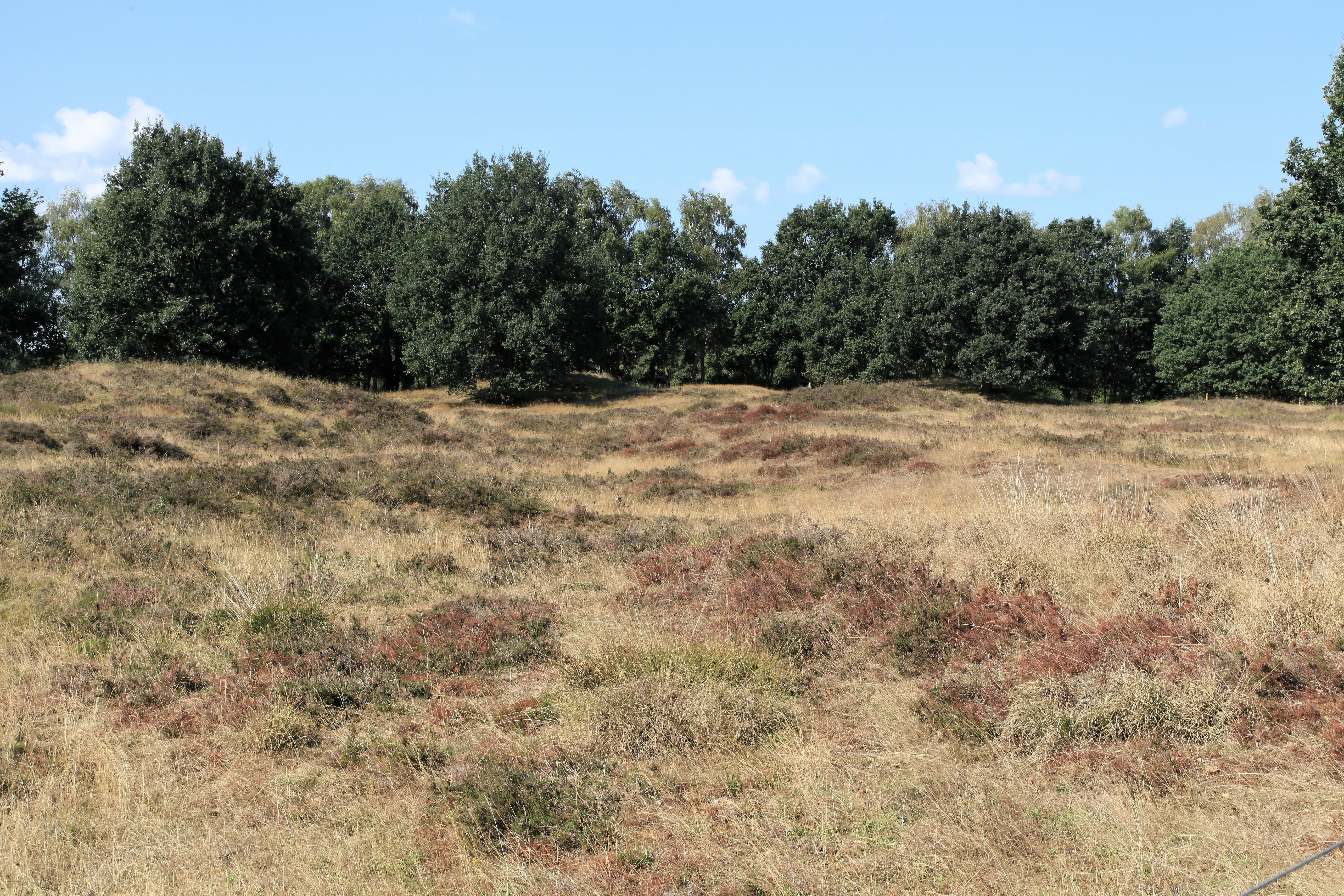
Mansenberge im Naturschutzgebiet

Die Mansenberge auf der Gemeindegrenze zwischen Groß- und Klein Berßen im Emsland sind eines der größten Hügelgräberfelder des westlichen Niedersachsens. Etwa 80 Hügel liegen in ungleichmäßiger Streuung zusammen. Wenige erreichen Höhen von etwa 3,0 m. Das Hügelgräberfeld war mehr als doppelt so groß, wurde aber teilweise zerstört; 1936 wurden noch 158 Hügel gezählt.  Vermutlich wurde dieses Gräberfeld während der Bronze- und der älteren Eisenzeit belegt.
Wie bei den Männige Bergen deutet auch die Vorsilbe „Mansen“ auf volkstümliche Vorstellungen, die in den Hügeln die Wohnplätze von Zwergen oder „Unterirdischen“ sehen. 
Die Mansenberge liegen innerhalb des Naturschutzgebietes Hügelgräberheide bei Groß und Klein Berßen. In der Regel ist die eingezäunte Hügelgräberheide nicht zugänglich. Von einem Feldweg, der genau auf der Grenze zwischen den Gemeinden Groß Berßen und Klein Berßen längs durch das Heidegebiet verläuft, ist das Hügelgräberfeld aber gut einsehbar. 